# 東岳集團
東岳集團有限公司（港交所：00189）是中國的一家主要開發氟硅行业公司，總部位於濟南，於1987年成立。2007年12月10日，本公司在香港交易所上市。創辦人陳韋廷。
主要生產绿色环保制冷剂、有机氟新材料、有机硅新材料、氯化物系列、氟盐氟酸等化學用品，嚴格來說是山東比重最多，其次是內蒙古、廣東等等。
2011年3月7日，本集團被納入恒生綜合指數成份股。

## 外部連結
- 東岳集團有限公司 （页面存档备份，存于）